# Лазовићи
Лазовићи је насеље у општини Бијело Поље у Црној Гори. Према попису из 2003. било је 171 становника (према попису из 1991. било је 197 становника).

## Демографија
У насељу Лазовићи живи 101 пунолетни становник, а просечна старост становништва износи 26,5 година (27,1 код мушкараца и 26,0 код жена). У насељу има 28 домаћинстава, а просечан број чланова по домаћинству је 6,11.
Ово насеље је углавном насељено Бошњацима (према попису из 2003. године), а у последња три пописа, примећен је пад у броју становника.
|  |

| Демографија | Демографија | Демографија |
| Година      | Становника  | Становника  |
| ----------- | ----------- | ----------- |
|             |             |             |
|             |             |             |
|             |             |             |
|             |             |             |
| 1948.       | 150         |             |
| 1953.       | 175         |             |
| 1961.       | 211         |             |
| 1971.       | 222         |             |
| 1981.       | 207         |             |
| 1991.       | 197         | 197         |
| 2003.       | 188         | 171         |
|             |             |             |

| Етнички састав према попису из 2003.‍ | Етнички састав према попису из 2003.‍ | Етнички састав према попису из 2003.‍ | Етнички састав према попису из 2003.‍ | Етнички састав према попису из 2003.‍ |
| ------------------------------------ | ------------------------------------ | ------------------------------------ | ------------------------------------ | ------------------------------------ |
|                                      |                                      |                                      |                                      |                                      |
| Бошњаци                              | Бошњаци                              |                                      | 153                                  | 89,47%                               |
| Срби                                 | Срби                                 |                                      | 12                                   | 7,01%                                |
| Муслимани                            | Муслимани                            |                                      | 2                                    | 1,16%                                |
| непознато                            | непознато                            |                                      | 4                                    | 2,33%                                |

| Година пописа     | 1948. | 1953. | 1961. | 1971. | 1981. | 1991. | 2003. |
| ----------------- | ----- | ----- | ----- | ----- | ----- | ----- | ----- |
| Број домаћинстава | 28    | 32    | 44    | 38    | 35    | 38    | 29    |

| Број чланова      | 1  | 2 | 3 | 4 | 5 | 6 | 7 | 8 | 9 | 10 и више | Просек |
| ----------------- | -- | - | - | - | - | - | - | - | - | --------- | ------ |
| Број домаћинстава | 28 | 0 | 1 | 1 | 3 | 6 | 8 | 3 | 3 | 1         | 2      |

| Пол    | Укупно | Неожењен/Неудата | Ожењен/Удата | Удовац/Удовица | Разведен/Разведена | Непознато |
| ------ | ------ | ---------------- | ------------ | -------------- | ------------------ | --------- |
| Мушки  | 51     | 18               | 32           | 0              | 0                  | 1         |
| Женски | 59     | 19               | 33           | 6              | 0                  | 1         |
| УКУПНО | 110    | 37               | 65           | 6              | 0                  | 2         |

| Пол    | Укупно                    | Пољопривреда, лов и шумарство | Рибарство                            | Вађење руде и камена | Прерађивачка индустрија       |
| ------ | ------------------------- | ----------------------------- | ------------------------------------ | -------------------- | ----------------------------- |
| Мушки  | 44                        | 41                            | 0                                    | 0                    | 0                             |
| Женски | 12                        | 11                            | 0                                    | 0                    | 0                             |
| УКУПНО | 56                        | 52                            | 0                                    | 0                    | 0                             |
| Пол    | Производња и снабдевање   | Грађевинарство                | Трговина                             | Хотели и ресторани   | Саобраћај, складиштење и везе |
| Мушки  | 0                         | 0                             | 0                                    | 0                    | 0                             |
| Женски | 0                         | 0                             | 0                                    | 0                    | 0                             |
| УКУПНО | 0                         | 0                             | 0                                    | 0                    | 0                             |
| Пол    | Финансијско посредовање   | Некретнине                    | Државна управа и одбрана             | Образовање           | Здравствени и социјални рад   |
| Мушки  | 0                         | 0                             | 1                                    | 2                    | 0                             |
| Женски | 0                         | 0                             | 0                                    | 1                    | 0                             |
| УКУПНО | 0                         | 0                             | 1                                    | 3                    | 0                             |
| Пол    | Остале услужне активности | Приватна домаћинства          | Екстериторијалне организације и тела | Непознато            | Непознато                     |
| Мушки  | 0                         | 0                             | 0                                    | 0                    | 0                             |
| Женски | 0                         | 0                             | 0                                    | 0                    | 0                             |
| УКУПНО | 0                         | 0                             | 0                                    | 0                    | 0                             |